# Ritratto di cardinale (Raffaello)
Il Ritratto di cardinale è un dipinto a olio su tavola (79x61 cm) di Raffaello Sanzio, databile al 1510-11 circa e conservato nel Museo del Prado a Madrid.

## Storia
L'opera raffigura un cardinale della corte di Giulio II. Sebbene siano state avanzate numerose ipotesi sulla sua identità, nessuna è considerata risolutiva. Si sono fatti i nomi di Giulio de' Medici, il Cardinal Bibbiena, Innocenzo Cybo, Francesco Alidosi, Scaramuccia Trivulzio e Ippolito d'Este.
Già ritenuto opera tarda, il ritratto è stato riportato ai primi anni del soggiorno romano da Adolfo Venturi, ipotesi poi accolta dalla critica.
L'opera venne acquistata da Carlo IV di Spagna a Roma quando era ancora principe, e da allora entrata nelle collezioni reali spagnole.

## Descrizione e stile
Il cardinale, sulla trentina, è ritratto seduto a mezza figura, girato di tre quarti verso sinistra e su sfondo scuro, secondo l'iconografia derivata dalla Gioconda di Leonardo. La posa è al tempo stesso naturale ed elegante, di aristocratica spiritualità, con gli occhi ruotati verso lo spettatore e con una sicurezza e una semplicità d'impostazione che ne fanno uno dei più alti esempi della ritrattistica raffaellesca. Il punto di vista leggermente ribassato assottiglia le spalle e la testa, creando un effetto di aristocratico distacco, confermato dallo sguardo impassibile.
Raffinati sono i contrasti cromatici, dal candore dell'incarnato e della manica allo scuro dello sfondo indefinito, con la nota dominante del rosso della berretta e della mantella, con riflessi setosi.
La luce che sbalza il rilievo delle forme mostra gli interessi legati alla scultura di Raffaello in quegli anni, stimolato dal confronto diretto con Michelangelo alla corte pontificia.
Lo sfondo mostra qualche segno di restauro.